# Аџман (племе)
Ал-Аџман или ал-Иџмани (арап. العجمان, једнина Аџми арапски арап. العجمي) је арапска племенска конфедерација на Арапском полуострву, са аџманима распрострањеним по Саудијској Арабији, Катару, УАЕ и Кувајту.

## Порекло
Аџманити су арапско племе Кахтанити које потиче од племена Бану Лахм. Већина племена Аџман напустила је свој номадски живот и настанила се у Кувајту и североисточној Саудијској Арабији.

## Историја
Аџмани су били познати по својој снази у борби и играли су важну улогу у ратовима и политици источне и централне Арабије у 19. и раном 20. веку. Њен најпознатији вођа (или шеик) током 19. века био је Ракан ибн Хитхлајн, који је још увек познат у арапским племенским предањима. Био је познат по својој поезији, као и по својој способности у борби против Османских Турака. Често се помиње као деда по мајци принца Саудијске Арабије Мухамед ибн Салмана. Аџмане је поразио Фејсал бин Турки, имам Емирата Наџд, који су се касније сродили са племеном. Касније су подржали иницијативу огранка Сауд ал-Кабир Ал Сауда против свог рођака Абдулазиза ибн Сауда, оснивача Саудијске Арабије.